# Irving Paul Lazar
Irving Paul Lazar (ur. 28 marca 1907 w Nowym Jorku, zm. 30 grudnia 1993 w Los Angeles) – amerykański agent reprezentujący gwiazdy filmowe oraz autorów.

## Życiorys
Urodził się w żydowskiej rodzinie mieszkającej na Brooklynie w Nowym Jorku. W 1931 ukończył Fordham University i Brooklyn Law School. Gdy praktykował prawo na początku lat trzydziestych w trakcie negocjacji umowy biznesowej z Tedem Lewisem zdał sobie sprawę z możliwości uzyskiwania dochodów poprzez pełnienie funkcji agenta.

## Kariera
Lazar przeniósł się do Hollywood w 1936, ale odwiedzał regularnie Nowy Jork aż do wybuchu II wojny światowej, kiedy to przeniósł się na stałe do Los Angeles. Gdy złożył trzy oferty w jeden dzień dla Humphreya Bogarta zostało mu nadane nielubiane przez niego przezwisko Swift.
Poza Bogartem Lazar został agentem reprezentującym inne gwiazdy i znanych ludzi, takich jak np: Lauren Bacall, Truman Capote, Cher, Joan Collins, Noël Coward, Ira Gershwin, Cary Grant, Moss Hart, Ernest Hemingway, Gene Kelly, Madonna, Walter Matthau, Larry McMurtry, Vladimir Nabokov, Clifford Odets, Cole Porter, William Saroyan, Irwin Shaw, prezydent Richard Nixon i Tennessee Williams. Lazar stał się tak wpływowy, że mógł negocjować umowy dla osób, które nie były jego klientami, a następnie pobierać opłatę od agentów tych osób. Oscar Levant powiedział o nim: Każdy, kto ma znaczenie, ma dwóch agentów: swojego i Irvinga Lazara.

## Śmierć
Zmarł w 1993 w wieku 86 lat z powodu problemów zdrowotnych związanych z cukrzycą, która doprowadziła do odcięcia krążenia w jego stopach. Lekarze chcieli je amputować, ale Lazar, leczony w domu poprzez dializę otrzewnową, odmówił. Przyśpieszyło to jego śmierć. Został pochowany na cmentarzu Westwood Village Memorial Park w Westwood w Los Angeles, obok swojej żony, Mary, która zmarła w styczniu tego samego roku na raka wątroby.

## Dziedzictwo
Przed swoją śmiercią pracował nad autobiografią Swifty: My Life and Good Times. Została uzupełniona przez Annette Tapert i opublikowana przez Simon & Schuster w 1995.
Swifty Lazar pojawia się jako postać w sztuce Petera Morgana, Frost/Nixon, po raz pierwszy wystawiona w Donmar Warehouse w Londynie 10 sierpnia 2006. Zagrał go Kerry Shale. W 2008 na podstawie sztuki został nakręcony film.